# Lucala
Lucala és un municipi de la província de Kwanza-Nord. Té una extensió de 1.718 km² i 20.148 habitants. Comprèn les comunes de Lucala i Kiangombe. Limita al nord amb els municipis de Gonguembo i Banga, a l'est amb el de Samba Cajú, al sud amb el de Cacuso, i a l'oest amb els de Cazengo i Golungo Alto.